# Leopold Sierpiński
Leopold Sierpiński – oficer wojsk koronnych, uczestnik powstania kościuszkowskiego.

## Życiorys
Leopold Sierpiński wstąpił ochotniczo do wojsk koronnych i odbył kampanię 1792 u boku księcia Józefa Poniatowskiego. Za kampanię odznaczony został Krzyżem Virtuti Militari. Prawdopodobnie na polecenie króla Stanisława Augusta wszedł do spisku i był dla niego źródłem informacji o poczynaniach sprzysiężonych. Agitował w brygadzie Madalińskiego i w 4 pułku straży przedniej. W czasie służby wyzwał na pojedynek i zranił dowódcę 4 pułku płk. Ludwika Fabrycego, a po pojedynku zbiegł do Sochaczewa. Stamtąd rozsyłał wyzwania na pojedynek do „tuzów” konfederacji targowickiej. Wyzwał między innymi gen. lejtn. Kajetana Miączyńskiego i gen. inspektora Antoniego Pułaskiego. Podczas ostatniej podróży do Antoniego Madalińskiego sam padł ofiarą pojedynku. Rannego aresztowano i osadzono w kazamatach ambasady carskiej na Miodowej. W śledztwie ujawnił wiele szczegółów na temat sprzysiężenia. 

24 lipca 1794 Tadeusz Kościuszko podpisał mu patent na podpułkownika szwadronu wiernych Kozaków. Po upadku powstania zginął na Wołoszczyźnie z rąk polskich patriotów, którzy uznali go za królewskiego szpiega.